# 엑스맨

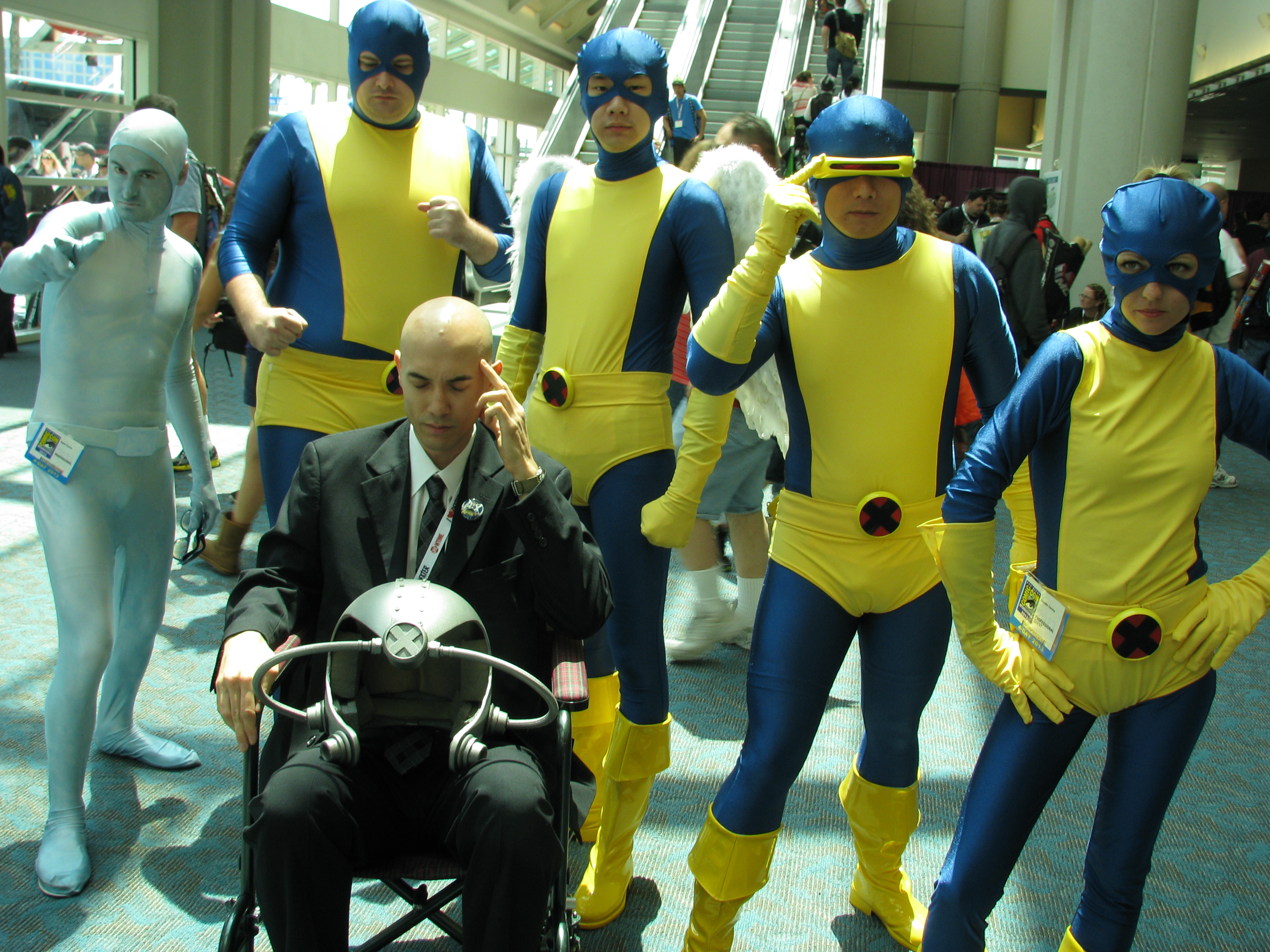

엑스맨(영어: X-Men)은 마블 코믹스에서 발행되는 코믹에 나오는 슈퍼히어로 팀이다. 또한 그들이 등장하는 만화, 애니메이션, 영화 제목으로 사용되고있다. 작가 스탠 리(Stan Lee)와 만화가 잭 커비의 합작으로 이루어진 엑스맨은 더 엑스맨#1이라는 이름으로 1963년 9월에 처음 발행되었다. 초기에는 판매 부진으로 1970년 연재가 중단되었으나 1975년 자이언트 사이즈 엑스맨과 이후 크리스 클레어몬트의 주도로 만들어진 스토리로 마블 코믹스에서 가장 인기있는 프랜차이즈로 받돋움하였다. 이후 엑스맨은 애니메이션, 비디오게임, 그리고 대성공을 거둔 영화 시리즈 등으로 각색되었다.
마블 유니버스에서는 점점 늘어나는 반(反)돌연변이 정서를 갖고있는 사람들이 늘어나면서, 찰스 제이비어 교수(Professor Xavier)가 뉴욕의 웨스트체스터에 있는 자신의 맨션에 어린 돌연변이들을 모아 인류에 이익을 위해 훈련을 시키는 것으로 기본설정이 되었다. 자비에 교수는 돌연변이들도 영웅이 될 수 있다는 것을 증명 하고자 했고, 사이클롭스(Cyclops), 아이스맨(Iceman), 엔젤(Angel), 비스트(Beast), 그리고 마블 걸(Marvel Girl)이자 진 그레이(Jean Grey)로 알려진 돌연변이들을 설득해 자신의 그룹에 들어오도록 했다. 그리고 그 그룹은 '엑스맨(X-Men)'이라고 불리게 되었다. X-Men의 뜻은 보통사람들과는 다르게 돌연변이들만 갖고있는 특별한 힘의 근원인 유전자 X(X-gene)에서 따온 말이다. 하지만 처음 제작당시에는 X라는 알파벳은 보통 인간들이 갖고있지 않은 새로 추가된 힘(extra)의 X를 뜻했었다. 돌연변이 유전자의 발원지는 방사선 피폭에 의한 것이라고 하기도 한다.
엑스맨의 첫 발행본에서는 매그니토(Magneto)라는 엑스맨의 최대의 적 또한 등장하는데, 그는 수십 년 간 연재되는 코믹에서 자기 자신과 그의 팀 뮤턴트 형제단(Brotherhood of Mutants)(엑스맨 이슈 #4)과 반복되는 전투를 갖는다. 엑스맨 세계에서 특히 주목받는 등장인물이 있는데, 그들은 울버린(Wolverine), 스톰(Storm), 콜로서스(Colossus), 나이트크롤러(Nightcrawler), 로그(Rogue), 그리고 사이클롭스(Cyclops)가 있다. 매그니토의 팀을 제외하고도 엑스맨은 다른 악당들과도 많이 싸우는데, 그들로는 센티널(Sentinels), 아포칼립스(Apocalypse), 미스터 시니스터(Mister Sinister), 그리고 헬파이어 클럽(The Hellfire Club)이 있다.

## 같이 보기
- 둠 패트롤